# 丸尾長顕
丸尾 長顕（まるお ちょうけん、1901年4月7日 - 1986年2月28日）は、作家、演出家。
大阪府生まれ。本名・一ノ木長顕（ながあき）。1918年（大正7年）、関西甲種商業学校（現・関西大学第一高等学校）を卒業後、1922年、旧制・関西学院高等部商科（現・関西学院大学）卒業。
1928年、「芦屋夫人」が「週刊朝日」の懸賞に入選、モダニスムの代表作といわれる。宝塚少女歌劇団（現・宝塚歌劇団）の文芸部に所属し、同歌劇団機関誌「歌劇」の編集長も務めた。1933年、新妻莞に誘われて宝塚から大毎に社員として入り学芸部に配属されたが城戸事件により短期間で退社。この年に上京し「婦人画報」編集長となる。戦時中、陸軍省情報部長嘱託となったため、戦後一時公職追放。
1951年、小林一三に請われて日劇ミュージックホール・プロデューサーとなり、メリー松原、伊吹マリ、ジプシー・ローズ等の肉体美を擁し、洗練されたヌードショーを披露、同ホールの黄金時代を築き上げた。
1956年（昭和31年）、日劇ミュージックホールに出演していた深沢七郎が書いた「楢山節考」を読み、中央公論新人賞に応募するように勧めた。「楢山節考」は第1回受賞作に選ばれた。
5人の女性と結婚した艶福家で、自称“年齢廃止連盟”会長の万年青年だった。
喜劇人協会理事をつとめた。

## 著書
- 『芦屋夫人』近代人社 1928 河出書房新社、1988
- 『小田東の全貌』ミナト屋書店 1934
- 『青年川原大尉』東京社 1943
- 『宝塚スター物語』実業之日本社 1949
- 『宝塚小夜曲』ポプラ社 1950
- 『マゼラン 海の征服者』偕成社(偉人物語文庫)　1953
- 『女体美』五月書房 1959
- 『魅力の教室 エチケットは美人をつくる』光文社 (カッパ・ブックス) 1960
- 『女性はみんな美しくなれる あなたのチャーム・スクール』第二書房 1960
- 『恋愛実務知識』中央公論社 1960
- 『肉体と恋愛』紀元社 1961
- 『女性作戦』東都書房 1963
- 『恋愛作戦要務令』双葉新書 1964
- 『日本で一番もてる男の話 艶譚ヌードの王様』光文社(カッパ・ブックス)　1964
- 『ちょっと愛して』日本文芸社 1965
- 『おんなイソップ物語』双葉新書 1966
- 『イヴの喫煙室』立風新書 1967
- 『鏡の中の女たち』アド・サークル出版部 1973
- 『日本の伝説を書きかえる』月刊ペン社 1975
- 『回想小林一三 素顔の人間像』山猫書房 1981

### 共著編
- 『好色大学開講す』岩佐東一郎、武野藤介共著 第二書房(風流艶筆読本 第1)1961
- 『日劇ミュージックホールのすべて』（編）美研出版 1964